# Сандберг, Юхан Густаф
Юхан Густаф Сандберг (швед. Johan Gustaf Sandberg; 13 мая 1782, Стокгольм  — 26 июня 1854, там же) — шведский художник, педагог, профессор рисования (с 1828) и директор Королевской академии живописи и скульптуры в Стокгольме (1845—1853).

## Биография
С 1794 года обучался в подготовительной школе Королевской академии живописи и скульптуры в Стокгольме. После окончания учёбы там, в 1801 году продолжил образование в античной школе (antikskola) Академии (в котором студенты учились рисовать со скульптур из древней истории). Одновременно, Сандберг занимался музыкой, научился играть на клавишных инструментах и стал зарабатывать на жизнь, давая уроки музыки и работая в оформительской мастерской Академии. Позже — преподаватель рисунка в Академии.
В 1821 году стал профессором, с 1828 — полным профессором рисования Королевской академии.
Его дочь Ева Сандберг (Eva Sandberg) была замужем за художником Густафом Вильгельмом Пальмом, его внучка — Анна Палм де Роса тоже стала художницей.

## Творчество
Юхан Сандберг, в первую очередь, исторический живописец и портретист. Основная тема его полотен — изображение скандинавской мифологии и истории Швеции. Его основными работами в этой области являются фрески из жизни Густава I Васа в Кафедральном соборе Уппсалы.
Многие картины художника находятся сейчас в Национальном музее Швеции.

## Галерея
|  |  |  |  |